# I. Csan kambodzsai király
I. Csan vagy Ang Csan (1486 – 1566) kambodzsai király 1516-tól, az Angkort követő korszak legjelesebb uralkodóinak egyike; sikerrel védte meg országát régi ellenségével, Sziámmal (Thaifölddel) szemben.

## Élete
Nagybátyját, Dharmaradzsadhiradzsa (Thommoreacsea) királyt követte a trónon. Egy trónkövetelő kezdeményezte lázadás elfojtását követően, 1516-ban, a Tonlé Saptól délre levő Purszat (Pouthiszat) városban koronázták meg. Purszat 1528-ig volt főváros, addigra Csan átszervezte a kambodzsai hadsereget, és a thaikat függőségbe kényszerítette. Miután sikerült meghódítania Loveket (ma a kambodzsai főváros, Phnompen és Tonlé Sap között), székhelyét oda tette át. Új fővárosa veszélyben forgott mindaddig, amíg a Myanmarból (Burmából) érkező fenyegetés el nem terelte a thaik figyelmét Kambodzsáról. Csan ezt az alkalmat hadseregének rendbehozatalára használta fel, s így 1540-re sikerült Kambodzsa helyzetét megszilárdítania.
Lehetséges, hogy Csan a 15. században elhagyott khmer fővárosnak, Angkornak a feltámasztásában is szerepet játszott, ez azonban inkább fia, I. Barom Reacsea uralkodásával (1566-1576) kapcsolódik össze.
1553-ban Csan új palotát építtetett Lovekben, és megint megkoronáztatta magát.
Vezetése alatt a kambodzsai haderő 1559 és 1564 között támadta a thai fővárost; 1564-től a király haláláig béke volt.